# Knock-in
En clonación molecular y biología, un Knock-in se refiere a un método de ingeniería genética que involucra la introducción de un cDNA (ADN complementario) en un locus particular del cromosoma del organismo. Normalmente, esto se hace usando un ratón modelo ya que son fáciles de criar y muestran un corto desarrollo. De esta manera un ratón knock-in es aquel al que se le ha sustituido una secuencia génica por otra diferente o modificada. Es una técnica en la cual los científicos pueden estudiar el funcionamiento de la maquinaria regulativa (un ejemplo sería el promotor) que gobierna la expresión del gen natural siendo remplazado. Esto es logrado observando el nuevo fenotipo del organismo en cuestión. Esta técnica es básicamente lo opuesto de un Knockout de genes.